# یوآنا کورونیوسکا
یوآنا کورونیوسکا (لهستانی: Joanna Koroniewska؛ زادهٔ ۲۷ مهٔ ۱۹۷۸) بازیگر و صداپیشه اهل لهستان است.
از جمله آثار تلویزیونی وی می‌توان به نشانه، یولیا، ع چون عشق و هتل ۵۲ اشاره کرد.